# Innfjorden
Innfjorden är en tidigare tätort i Rauma kommun i Møre og Romsdal fylke i västra Norge. Orten ligger vid Europaväg 136 och Romsdalsfjorden, cirka tio kilometer västerut från kommunens centralort Åndalsnes.